# Harpurostreptus attemsi
Harpurostreptus attemsi är en mångfotingart som beskrevs av Carl. Harpurostreptus attemsi ingår i släktet Harpurostreptus och familjen Harpagophoridae. Inga underarter finns listade i Catalogue of Life.